# Гунунг-Палунг
Гунунг-Палунг (индон. Taman Nasional Gunung Palung) — национальный парк в Индонезии, на острове Калимантан. Расположен в провинции Западный Калимантан, недалеко от города Кетапанг. Это один из немногих парков в мире, где орангутанов можно увидеть в дикой природе.

## История
Гунунг-Палунг был создан в 1937 году как лесной заповедник с площадью 300 км². В 1981 году его территория была расширена до 900 км², а статус повышен до заповедника дикой природы. 24 марта 1990 года получил статус национального парка.

## Орангутаны
В парке обитает одна из крупнейших популяций орангутанов на Калимантане. По расчётам на 2001 год здесь обитает около 2500 особей, что составляет 17 % от всех орангутанов Калимантана и 10 % от всех орангутанов мира. В 1985 году доктор Марк Лейгтон основал на территории парка исследовательский центр. В настоящее время существует множество проектов по сохранению и изучению орангутанов на базе это центра и парка.